# 法持禅师
法持禅师（635年—702年），唐代僧人，潤州江寧（南京）人，俗姓張氏，幼時出家，為牛頭宗四祖。又稱金陵法持，法嗣於牛頭宗三祖慧方禪師。

於《宋高僧傳》卷八收錄傳記。法持年十三謁弘忍禪師，“後歸青山，重事方禪師，更明宗極，命其入室，紹述山門，大宣道化。
十三歲時，前往黃梅縣雙峰山拜謁五祖弘忍，弘忍對其顯示法要，悟其深奧的法理。師歸於牛頭山，住牛頭山延祚寺，後將正法囑咐弟子智威禪師，發揚牛頭禪。長安二年九月五日圓寂，終年六十八歲。遺囑將其遺骸露置於松樹下，讓鳥獸食其肉、飲其血，作為發菩提心。

## 師承
- 慧方禪師

## 弟子
- 智威禪師

## 外部連結
- 牛头禅宗探索 （页面存档备份，存于）